# بيرباوم
بيرباوم هي بلدية في منطقة نيوماركت في بافاريا في ألمانيا.